# Сачелу (Горж)
Сачелу (рум. Săcelu) насеље је у Румунији у округу Горж у општини Сачелу. Oпштина се налази на надморској висини од 417 m.

## Становништво
Према подацима из 2002. године у насељу је живело 1853 становника, од којих су сви румунске националности.

### Хронологија
| Година       | 1992 | 1993 | 1994 | 1995 | 1996 | 1997 | 1998 | 1999 | 2000 | 2001 | 2002 | 2003 | 2004 | 2005 | 2006 | 2007 | 2008 | 2009 | 2010 | 2011 | 2012 | 2013 | 2014 | 2015 | 2016 | 2017 |
| ------------ | ---- | ---- | ---- | ---- | ---- | ---- | ---- | ---- | ---- | ---- | ---- | ---- | ---- | ---- | ---- | ---- | ---- | ---- | ---- | ---- | ---- | ---- | ---- | ---- | ---- | ---- |
| Становништво | 2068 | 2021 | 1953 | 1938 | 1926 | 1905 | 1912 | 1874 | 1866 | 1833 | 1814 | 1768 | 1741 | 1712 | 1691 | 1679 | 1642 | 1624 | 1582 | 1557 | 1557 | 1524 | 1496 | 1461 | 1456 | 1430 |